# Basic Erfolgsmanagement
Basic Erfolgsmanagement ist ein deutscher Independent-Verlag.
Die Gründerin und Verlegerin Eva-Maria Popp konzentriert sich im Portfolio auf Sachbücher, die sich im Regelfall im Themenkomplex Frauen und Erfolg, Vereinbarkeit von Familie, Pflege und Beruf, Senioren, Demenz sowie Work-Life-Balance bewegen. In der DNB sind mit Stand Ende April 2022 insgesamt 79 Publikationen dokumentiert.
Der Verlag wurde zum 1. Januar 2023 verkauft. Neue Inhaber sind Oliver Traumüller und Sabina Kocherhans.
Potenzielle Autoren erhalten zu Beginn ein zweitägiges „Buchcoaching“. Im Vertragsfall erhalten die Autoren einen „Buchvertrag, in dem alle Leistungen aber auch alle Kosten und Zahlungsmodalitäten geregelt sind“.

## Veröffentlichungen (Auswahl)
- Bernard Jakoby: Georgs Reise zu Gott, 2008, ISBN 978-3-9810774-4-5
- Axel Kahn: Das Kahn-Gen. Mensch – Macher – Networker, 2019, ISBN 978-3-944987-21-7
- Manfred Nelting: EINSICHT in UNerhörtes, 2021, ISBN 978-3-949217-00-5
- Eva-Maria Popp: STIMMT! 100 Jahre Frauenwahlrecht Tausche #me too gegen Yes, I can, 2018, ISBN 978-3-944987-15-6
- Emily Rose: Sunshine & Idiot, 2020, ISBN 978-3-944987-32-3
- Claude-Oliver Rudolph: NAKAM – oder der 91. Tag, 2021, ISBN 978-3-949217-06-7